# Weihenstephan

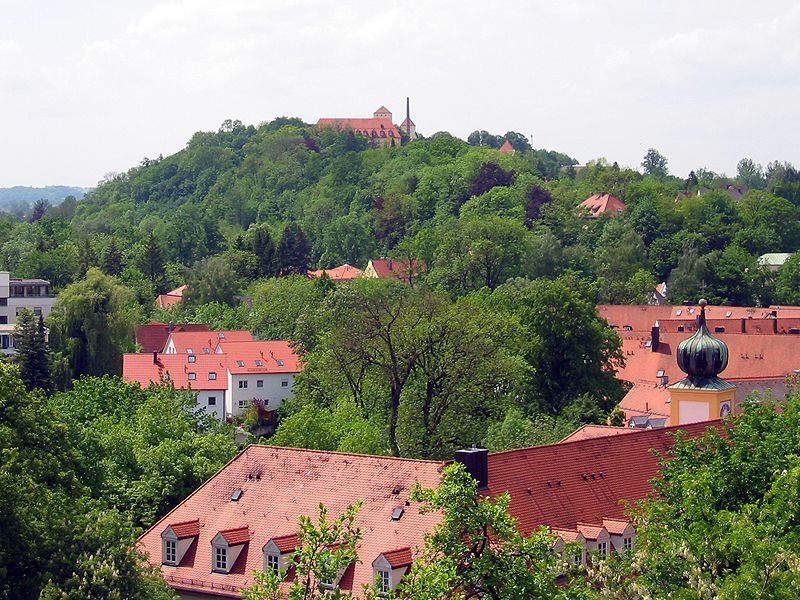
Weihenstephan und Kloster Weihenstephan, Blick vom Freisinger Domberg, 2007

Weihenstephan ist ein Stadtteil der Großen Kreisstadt Freising im oberbayerischen Landkreis Freising. Es liegt auf dem nach der Abtei Weihenstephan benannten Weihenstephaner Berg im Westen der Stadt.

## Geschichte
Bereits vor der Ankunft des hl. Korbinian in Freising um das Jahr 720 gab es wohl schon eine Kirche auf dem „Weihenstephaner Berg“. Das zuerst Sankt Veit, später Sankt Stephan und Sankt Michael geweihte Kloster wurde um das Jahr 830 durch den Freisinger Bischof Hitto von Freising gegründet. Bis um 1020 lebten im Kloster Weihenstephan weltliche Chorherren. Diese versetzte der Freisinger Bischof Egilbert von Moosburg in das damals verödete Freisinger Kloster Sankt Veit und veranlasste die Gründung eines Benediktinerklosters, das von Benediktinern aus St. Kastulus besiedelt wurde. Die Klosterkirche wurde dem hl. Stephanus geweiht. Weihenstephan war eine Klosterhofmark – zu der auch das Dorf Vötting gehörte – mit Niedergerichtsbarkeit. 
In einer Umbauphase des Klosters von 1705 bis 1710 entstanden das Deckengemälde von Hans Georg Asam und die der Stuckdekor. Diese Decke im damaligen Speisesaal für Gäste des Klosters blieb bis heute erhalten.
Im Zuge der Säkularisation in Bayern wurde die Abtei 1803 aufgelassen; im Februar 1812 wurde eine frühere Abteikirche, zu dieser Zeit eine der Pfarrkirchen, abgebrochen und die darin enthaltenen Kunstgegenstände ins Museum gebracht, darunter auch der Weihenstephaner Altar. Gebäude, Stallungen, sowie Land- und Forstbesitz des Klosters, wurden verkauft oder der im Herbst 1803 aus München übersiedelten Forstschule und einem neu gegründeten Muster-Landwirtschaftsbetrieb übertragen. Die im Kloster Weihenstephan gegründete und 1803 verstaatlichte Brauerei ist seit 1921 die Bayerische Staatsbrauerei Weihenstephan.
Der Ort Weihenstephan gehörte zur 1818 gegründeten Gemeinde Vötting und wurde am 1. April 1937 als Ortsteil von Vötting in die Kreisstadt Freising umgegliedert.

## Wirtschaft
Auf dem Weihenstephaner Berg hat die Bayerische Staatsbrauerei Weihenstephan ihren Sitz, sie ging aus der Klosterbrauerei hervor. Die Staatliche Molkerei Weihenstephan zog im Jahre 1998 vom Weihenstephaner Berg auf das ehemalige Schlütergut südlich von Freising, wurde 2000 privatisiert und wird seither als Tochtergesellschaft der Unternehmensgruppe Theo Müller fortgeführt.

## Bildungs- und sonstige Einrichtungen
Aus der nach der Zeit der Säkularisation gegründeten Forstschule und dem Musterlandwirtschaftsbetrieb entstand der heutige Campus Freising-Weihenstephan mit zwei Hochschulen und weiteren Forschungs- und Bildungseinrichtungen, darunter:
- die TUM School of Life Sciences der Technischen Universität München
- der Hochschule für angewandte Wissenschaften Weihenstephan-Triesdorf
- die Staatliche Fachschule für Blumenkunst
- die Bayerische Landesanstalt für Landwirtschaft
- die Bayerische Landesanstalt für Wald und Forstwirtschaft (LWF)
- die Forschungsanstalt für Gartenbau Weihenstephan
- das Zentrum Wald-Forst-Holz Weihenstephan
- das Agrarwissenschaftszentrum Weihenstephan

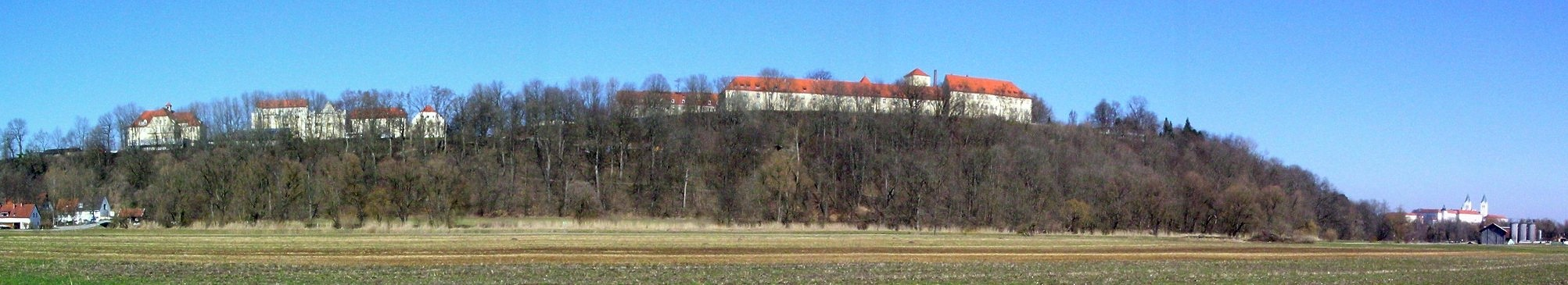
Panorama von Weihenstephan und Kloster Weihenstephan; ganz rechts im Bild der Freisinger Dom, 2005